# Jan van Diepenbeeck

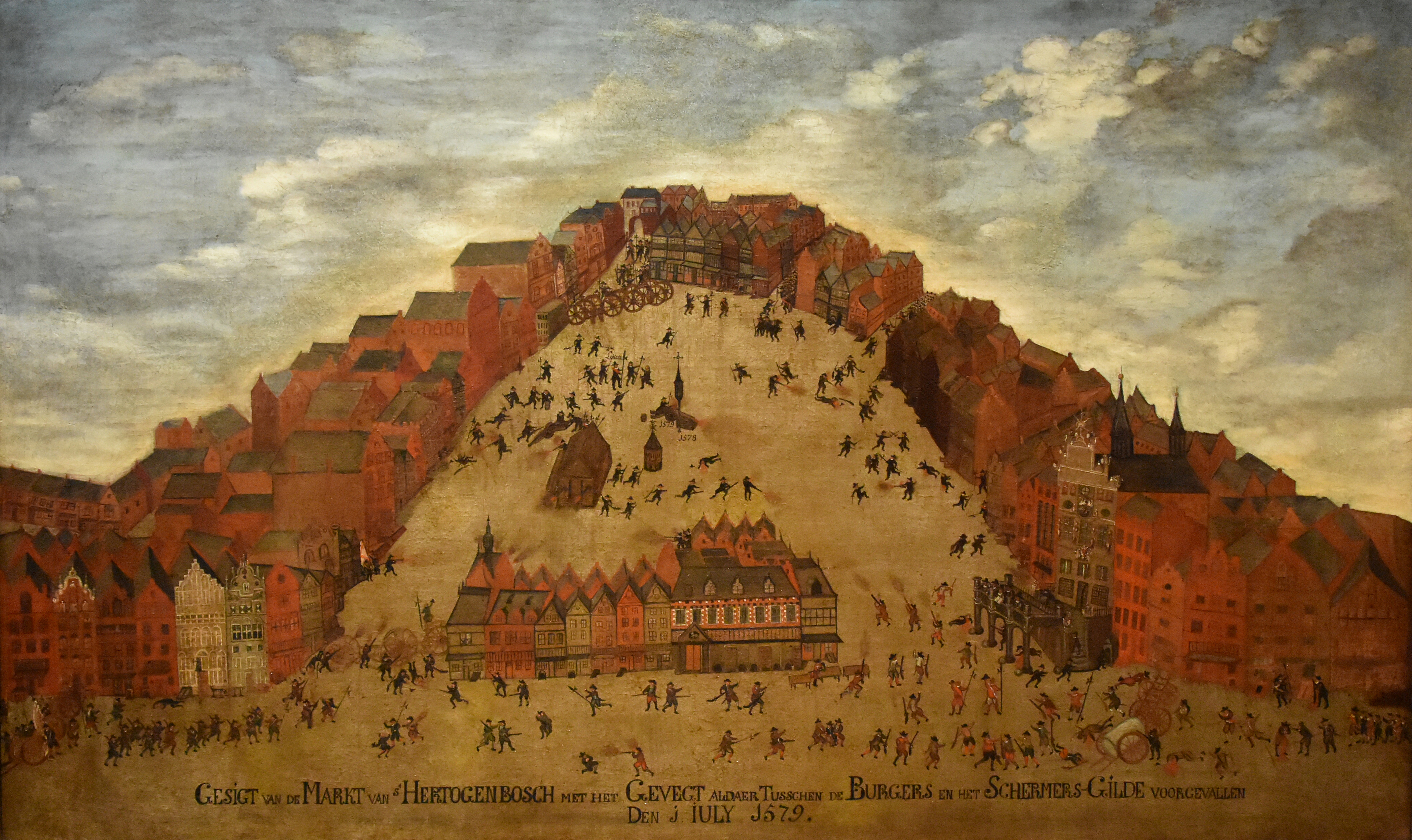
Schermersoproer Den Bosch 1579 in het Noordbrabants Museum

Jan Roelofsz. van Diepenbeeck (werkzaam in 's-Hertogenbosch van 1573 tot 1621), was een glasschilder, kunstschilder en tekenaar. Hij leerde zijn zoon Abraham van Diepenbeeck het vak van glasschilder. Die zou in Antwerpen uitgroeien tot een barokschilder met faam die voor Peter Paul Rubens werkte.
Jan van Diepenbeeck was op de eerste plaats glasschilder met een goede reputatie in zijn geboortestad. Gebrandschilderde glasramen zijn van hem niet bewaard. Als schilder had hij weinig talent wat blijkt uit het hier afgebeeld werk over de Schermersoproer in 's-Hertogenbosch.
- International Standard Name Identifier: 0000 0003 8858 1198
- Nederlandse Thesaurus van Auteursnamen: 073639281
- RKD-Nederlands Instituut voor Kunstgeschiedenis: 89475
- Virtual International Authority File: 281836885
- WorldCat: E39PBJj4rprbV4Px6yR4jPbTpP